# النادي الفيصلي (الأردن)
النادي الفيصلي الرياضي الأردني هو نادي كرة قدم أردني تأسس عام 1932 في عّمان. يعتبر من أقدم أندية كرة القدم في الأردن بعد نادي الأردن الذي تأسس عام 1929.
عُرف النادي في البداية باسم كشافة النادي الفيصلي ثم أخذ اسمه الحالي العام 1941. وهو يلعب في الدوري الأردني الممتاز. ويعتبر أنجح نادي كرة قدم في تاريخ الأردن؛ فهو النادي الوحيد الذي فاز ب 84 بطولة موزعة على الدوري الأردني للمحترفين، كأس الأردن، درع الاتحاد الأردني، كأس السوبر الأردني وغيرها، وهو كذلك النادي الوحيد في الأردن من فرق الدرجة الممتازة (المحترفين) الذي لم يهبط للدرجة الثانية في تاريخه أبداً. ويعد كذلك واحدا من أنجح الفرق في المنطقة، حيث فاز ببطولة كأس الاتحاد الآسيوي مرتين ووصل كذلك للنهائي أو نصف النهائي مرات عدة، كما وصل الفريق لنهائي دوري أبطال العرب مرتين، أولاهما كانت ضد فريق وفاق سطيف، والأخيرة كانت ضد فريق الترجي التونسي ولكن الفيصلي خسر البطولتين، ووصل الفريق كذلك لأدوار متقدمة في البطولة عدة مرات.
يعتبر النادي الفيصلي البطولات ال 75 ترتيبه الثاني بين الاندية العربية حصدا للألقاب بالنسبة للالقاب الرسمية المعترف بها من قبل الاتحاد الدولي.

## التاريخ

### التأسيس

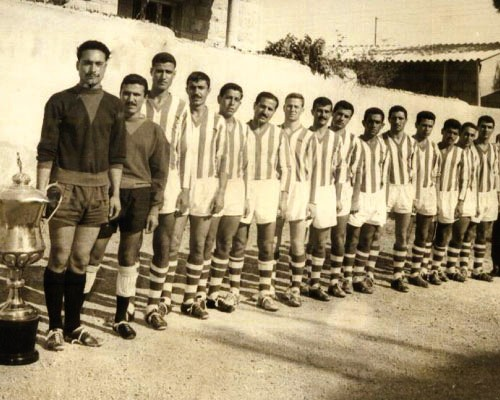
صورة ببداية ستينيات القرن الماضي للاعبي النادي الفيصلي.

فكّر الصديقان ناظم قاسم قردن ورياض الجقة بتأسيس فرقة كشفية بعد الإنتهاء من المدرسة والتخرج وكان ذلك في عهد إمارة شرق الأردن ثم توجها إلى دائرة الداخلية التابعة لإمارة شرق الأردن وحصلا على الموافقة الرسمية بوثيقة التأسيس وبمساعدة بهجت التلهوني أسّس الصديقان فرقة كشفية أسموها «فرقة كشافة الفيصلي» في العام 1932م.
كان عدد أعضاء النادي في البداية 14 عضواً شكلوا نواة الفرق الكشفية. تعاقد النادي مع القائد الكشفي «إنطوان باسيل» الذي قاد الفرقة في البداية، وإلى جانب الفرقة الكشفية فقد بدأ إدخال وممارسة ألعاب الخفة والمصارعة الرومانية والجمباز ورفع الأثقال وبناء الأجسام وبدأ النادي يحقق أهدافه الكشفية والثقافية والإجتماعية.
وفي عام 1935 تقدم شباب متحمسين لإدارة النادي لبناء فريقاً لكرة القدم كان يحمل اسم «نادي الأشبال»، فوافقت الإدارة بالإجماع وأنطلقوا يمارسون لعبتهم، وخاضوا العديد من المباريات مع الفرق الشعبية والفرق المدرسية.
وفي عام 1939 صدر أمر بإغلاق النادي حينما كان الأردن ما يزال تحت الوصاية البريطانية، واتهم الإنجليز كشافة النادي والمسؤولين بأنهم يخلون بأمن الإمارة فتقرر إغلاق النادي، لكن ذلك لم يمنع الأعضاء واللاعبين من مواصلة النشاط والعمل فأستعانوا برجالات البلد وشكلوا لجنة إدارية لمتابعة شؤون النادي برئاسة سليمان النابلسي كرئيس فخري وانطلقوا يعملون كفريق واحد لإعادة النادي وممارسة نشاطه رسمياً، وبدأوا بجمع التبرعات لإيجاد الدعم الكافي لذلك، وشكلوا لجاناً فيما بينهم بمساعدة الأعضاء، وتوزعوا في مختلف مناطق الأردن، فنجحوا ثم عادوا وتقدموا بوثيقة تأسيس جديدة لدائرة الشؤون الإجتماعية تحمل اسم «النادي الفيصلي» ومقرونة بأسماء المؤسسين: زهدي عصفور، عادل الجقة، سليم عوض، محمد الصمادي، عبد الكريم عصفور، جمال أبو عزام، رشاد المفتي، إنطون البند، زهير عبد الهادي.
وفي عام 1941م إنطلق الفيصلي من جديد وبدأ البحث عن مقر له. جمع المؤسسون مبلغ «3700 دينار» وكان هذا المبلغ كافياً للحصول على قطعة أرض بجوار الكلية العلمية الإسلامية «حالياً» جبل عمان، وتم تشيد مقر «الـنادي الـفـيـصـلي» وانطلق الفيصلي محلياً وعربياً.

### النشيد
كتب الشاعر الأردني حسني فريز نشيد النادي الفيصلي وتم اعتماده رسميا في عام 1945:

### الألقاب
- الزعيم: لأنه الأكثر فوزاً ببطولة الدوري الأردني [4]
- النسر الأزرق: لأن شعار النادي يحمل صورة نسر باللون الأزرق.[5]
- شيخ الانديه / العميد: لأنه من أقدم الأندية في الأردن، ويعتبر ثاني أقدم نادي بعد نادي الأردن الذي تأسس عام 1929 وحُل فيما بعد.[2]

## تشكيلة الفريق
موسم 2022 
ملاحظة: تشير الأعلام إلى المنتخب بحسب قواعد الأهلية المعتمدة من قبل الفيفا؛ تنطبق بعض الاستثناءات المحدودة. وقد يحمل اللاعبون أكثر من جنسية لا تعترف بها الفيفا.
| الرقم | البلد           | المركز | اللاعب              |
| ----- | --------------- | ------ | ------------------- |
| 3     | الأردن          | مدافع  | إبراهيم دلدوم       |
| 4     | الأردن          | مدافع  | براء مرعي (الكابتن) |
| 5     | الأردن          | مدافع  | حسام أبو الذهب      |
| 6     | الأردن          | وسط    | عبيدة السمارنة      |
| 7     | الأردن          | وسط    | يوسف الرواشدة       |
| 8     | الأردن          | وسط    | خالد زكريا          |
| 9     | الأردن          | وسط    | محمد بني عطية       |
| 10    | الأردن          | وسط    | مجدي العطار         |
| 11    | الأردن          | مدافع  | عدي زهران           |
| 12    | الأردن          | حارس   | يزيد أبو ليلى       |
| 13    | الأردن          | حارس   | نور بني عطية        |
| 14    | الأردن          | وسط    | نزار الرشدان        |
| 17    | الأردن          | مدافع  | سالم العجالين       |
| 19    | الأردن          | مدافع  | أنس بني ياسين       |
| 20    | الأردن          | وسط    | أنس الجبارات        |
| 22    | الأردن          | مدافع  | ورد البري           |
| 23    | الأردن          | مدافع  | إحسان حداد          |
| 28    | الأردن          | مهاجم  | عبدالله عوض         |
| 45    | الأردن          | حارس   | محمد العمواسي       |
| 66    | جمهورية الكونغو | مهاجم  | جونيور مابوكو       |
| 70    | الأردن          | مهاجم  | أمين الشناينة       |
| 90    | الأردن          | مهاجم  | محمد العكش          |
| 91    | سلطنة عمان      | وسط    | حاتم الروشدي        |

### أبرز نجوم النادي
لَمع في النادي أكثر من نجم حققوا بطولات قوية، وفي 17 يوليو 2017 عَرَض الموقع الرسمي للفيصلي قائمة المحترفين على مر التاريخ، وهم:

اللاعب اليوغسلافي إيفان بوليان، السوري نادر جوخدار، الزامبي زكريا سيمو كوندا، العراقي رزاق فرحان، المصري عادل محمد، اليوغسولافي داركو بانكيف، العراقي حيدر عبد الأمير، العراقي أركان نجيب، الفلسطيني فادي لافي، المصري مصطفى إبراهيم، الروماني إيليا، السوري محمد الحموري، الفلسطيني، أشرف نعمان، السوري تامر الحاج، السنغالي ديالو، الليبي أكرم الزوي، البولندي أوكاش غيكيفيتش والأردني أحمد عرسان

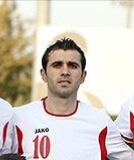
الأردني أحمد هايل، لعب مع الفيصلي أكثر من موسم وكان أبرزهم موسم 2011–12، حينها سجل 18 هدف وفاز الفيصلي بالدوري الأردني.
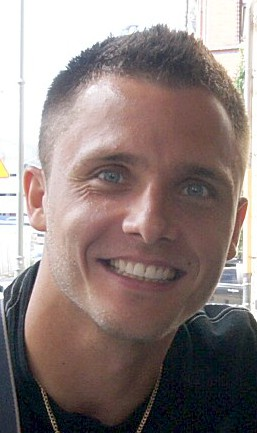
البولندي أوكاش غيكيفيتش أو كما يُقال لوكاس سيمون، في موسم 2016–17 حقق 19 هدف وكان هداف الدوري الأردني، واستطاع أن يصعد بالفيصلي إلى البطولة العربية (2017) ووصلوا للنهائي حينها.
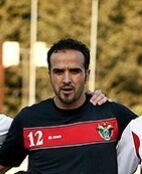
الأردني لؤي العمايرة، لعب كحارس مرمى لصالح النادي من عام 1996 وحتى 2014.
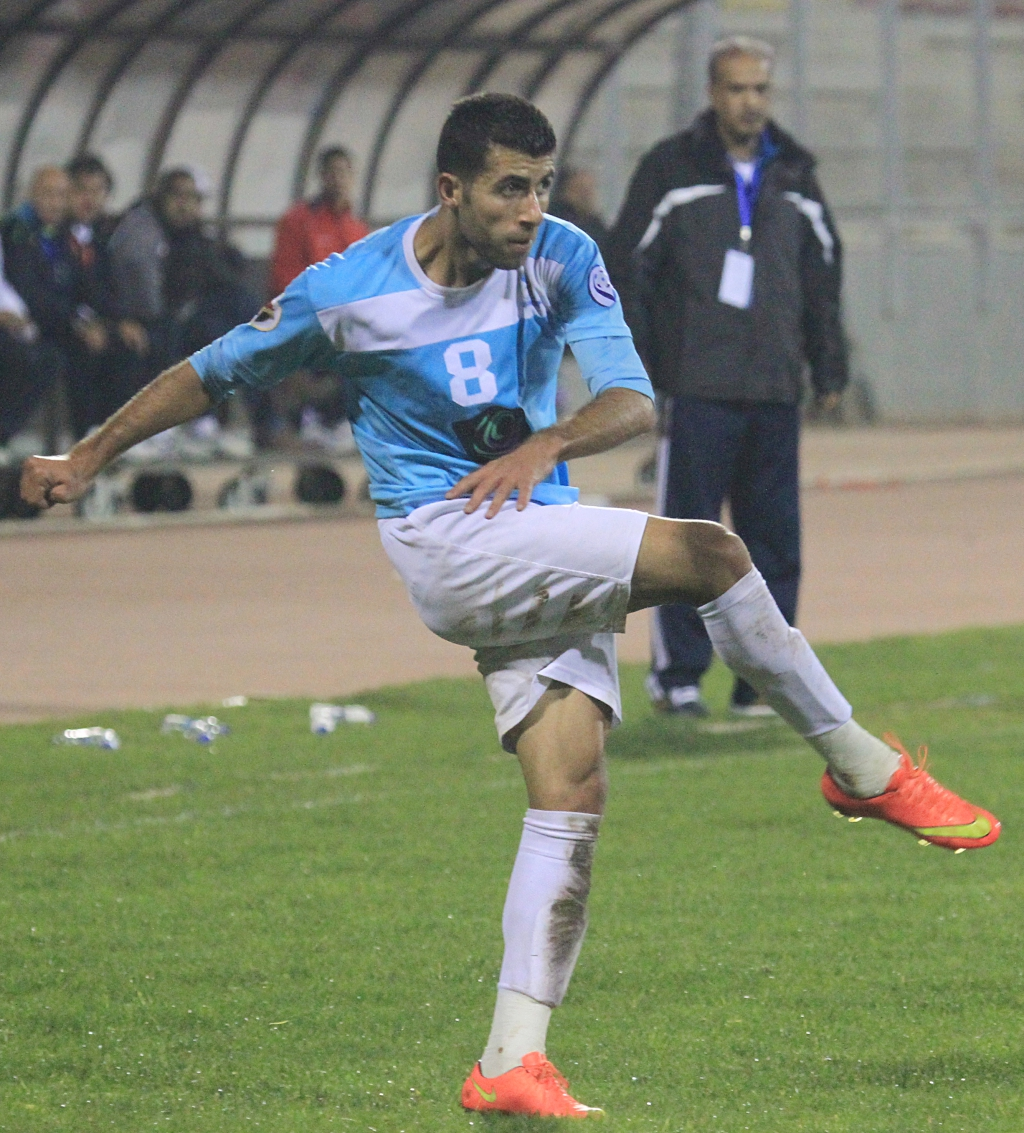
الأردني بهاء عبد الرحمن، يلعب مع الفيصلي منذ عام 2006 وحقق مع النادي العديد من البطولات.

## الطاقم الإداري

### الرؤساء
- (1932- 1935) فواز الشريف.[11]
- (1935- 1953) قاسم الملحس
- (1953- 1956) سليمان النابلسي
- (1956- 1970) ناصر بن جميل
- (1970- 1978) سلطان ماجد العدوان
- (1978-1992) مصطفى العدوان
- (1992-2008) سلطان ماجد العدوان
- (2008-2011) بكر العدوان
- (2011-2018) سلطان ماجد العدوان
- (2018-2021) بكر العدوان
- (2022 - لغاية الآن) نضال الحديد

### المدربون
فيما يلي قائمة الإداريين الفنيين (المدربين) للنادي:
- رشاد المفتي (1944-1954)
- شحادة موسى (1954-1970)
- نبيل حمارنة (1970-1972)
- محمد عوض (1972-87)
- مظهر السعيد (1981-85)
- أحمد حسن (1985-86)
- عدنان مسعود (1986)
- محمد عوض (1986-87)
- مظهر السعيد (1987-89)
- عدنان مسعود (1990)
- مظهر السعيد (1990-97)
- نهاد صوقار (1997-98)
- محمد اليماني (1998)
- خالد عوض (1998-05)
- برانكو سميليانيتش (2003-06)
- عدنان حمد (2006-08)
- علاء نبيل (2008)
- نزار محروس (2008-09)
- ثائر جسام (2009)
- مظهر السعيد (2009-10)
- أكرم أحمد سلمان (2010)
- محمد اليماني (2010-11)
- راتب العوضات (2011)
- ثائر جسام (2011-12)
- مظهر السعيد (2012)
- راتب العوضات (2012)
- فاليريو تيتسا (2012-13)
- أيمن حكيم (2013)  وفراس الخلايلة (2013)
- علي كميخ (2013)
- فراس الخلايلة ومحمد اليماني (نوفمبر 2013 - مارس 2014)
- محمد عظيمة (مارس 2014 - أغسطس 2014)
- راتب العوضات (أغسطس 2014 - أكتوبر 2014)
- نزار محروس (فبراير 2015 - أبريل 2015)
- راتب العوضات (أبريل 2015 - أكتوبر 2015)
- أحمد عبد القادر (2 أكتوبر 2015 - 24 أكتوبر 2015)
- راتب العوضات (نوفمبر 2015 - فبراير 2016)
- محمد اليماني (فبراير 2016 - أبريل 2016)
- راتب العوضات (أبريل 2016 - مايو 2016)
- جمال أبو عابد (يونيو 2016 - يوليو 2016)
- ثائر جسام (أغسطس 2016 - نوفمبر 2016)
- برانكو سميليانيتش (نوفمبر 2016 - مارس 2017)
- نيبويشا يوفوفيتش (مارس 2017 - يوليو 2017)
- فيسكو (ديسمبر 2017)
- دراغان تالاييتش (سبتمبر 2017 - ديسمبر 2017)
- نيبويشا يوفوفيتش (يناير2018 - مايو 2018)
- محمود الحديد (أيلول 2021 - ابريل 2022)
- جمال أبو عابد (ابريل 2022 - يوليو 2023)
- حسونة الشيخ (يوليو 2023 - أغسطس 2024)
- رأفت محمد (أغسطس 2024 - أكتوبر 2024)
- جمال أبو عابد (أكتوبر 2024 - )

## الألقاب والإنجازات
الدوري الأردني
- البطل (35 مرة): 1944، 1945، 1959، 1960، 1961، 1962، 1963، 1964، 1965، 1966، 1970، 1971، 1972، 1973، 1974، 1976، 1977، 1983، 1985، 1986، 1988، 1989، 1990، 1992، 1993، 1999، 2000، 2001، 2002، 2003، 2010، 2012، 2017، 2019 ،2022.[13]

كأس الأردن
- البطل (22 مرة): 1980، 1981، 1983، 1987، 1989، 1992، 1993، 1994، 1995، 1998، 1999، 2001، 2002، 2003، 2004، 2008، 2011، 2015، 2017، 2019، 2021، 2022.[13]

درع الاتحاد الأردني
- البطل (9 مرات): 1987، 1991، 1992، 1997، 2000، 2009، 2011، 2022، 2023.[13]

كأس السوبر الأردني
- البطل (17 مرة): 1981، 1982، 1984، 1986، 1987، 1991، 1993، 1994، 1995، 1996، 2002، 2004، 2006، 2012، 2015، 2017، 2020.[13]

كأس الاتحاد الآسيوي / كاس التحدي الآسيوي المسمى الجديد
- البطل (مرتين): 2005،[14] 2006.[13][15]
- الوصيف (مرة واحدة): 2007.[13]
- مرحلة المجموعات (مرتين): 2009، 2012.[13]
- دور الـ 16: (مرتين): 2011، 2016.[13]
- نصف النهائي (مرتين): 2013، 2018.[13]

دوري أبطال العرب
- الوصيف (مرتين): 2007، 2017.[13]
- مرحلة المجموعات (مرة واحدة): 2003.[13]
- الدور الثاني (مرتين): 2004، 2005.[13]
- نصف النهائي (مرتين): 2000، 2008.[13]

البطولة العربية للأندية الفائزة بالكؤوس
- الوصيف (مرة واحدة): 1996.[13]
- مرحلة المجموعات (مرتين): 1994، 1995.[13]
- نصف النهائي (مرة واحدة): 1999.[13]

بطولة النخبة العربية
- الوصيف (مرة واحدة): 2000.[13]
- المركز الثالث (مرة واحدة): 1997.[13]

كأس أبطال الكؤوس الآسيوية
- الدور الثاني (مرة واحدة): 1990- 1991.[13][16]

## مباراة الديربي

صورة للاعبين الفيصلي قبل بدء مباراة الديربي مع نادي الوحدات.

هي مباراة كرة القدم التقليدية في العاصمة عمان التي تجمع بين ناديي الوحدات والفيصلي وتلقى هذه المباريات اهتماما كبيرا بين الأوساط الرياضية على المستوى العربي لما تحمله من حساسيات وتاريخ عريق بين الفريقين

### إحصائيات
فيما يلي تاريخ اللقاءات منذ عام 1966:
| # | البطولة               | فوز الفيصلي | فوز الوحدات | تعادل | المجموع | أهداف الفيصلي | أهداف الوحدات |
| - | --------------------- | ----------- | ----------- | ----- | ------- | ------------- | ------------- |
| 1 | الدوري الأردني        | 29          | 30          | 23    | 81      | 72            | 79            |
| 2 | كأس الأردن لكرة القدم | 8           | 8           | 7     | 23      | 38            | 37            |
| 3 | درع الاتحاد الأردني   | 9           | 5           | 3     | 17      | 30            | 24            |
| 4 | كأس السوبر الأردني    | 5           | 5           | 2     | 12      | 13            | 13            |
| 5 | كأس الاتحاد الآسيوي   | 2           | 0           | 2     | 4       | 5             | 3             |
| 6 | المجموع               | 52          | 48          | 38    | 138     | 160           | 158           |

## المنشئات والمرافق الرياضية

### الملعب
ستاد عمان الدولي هو ملعب كرة قدم يقع في مدينة الحسين الرياضية في العاصمة الأردنيّة عمان، ويكتسي بالعشب الطبيعي. بدأ بناؤه عام 1964 وافتتح عام 1968 وهو ملعب الفيصلي. يتسع الملعب حالياً لـ25 ألف مُتفرج، وهو يعد من أكبر الملاعب في الأردن.
الملعب مخصص لمباريات المنتخب الأردني ونادي الفيصلي، ويقام عليه أغلب المباريات النهائية المحلية، استضاف الإستاد العديد من الفعاليات والأحداث الرياضية محلياً وعربياً وآسيوياً

## الأنشطة الرياضية الأخرى
ليست رياضة كرة القدم هي الرياضة الوحيدة التي تلعب في النادي، بل يوجد كرة اليد، كرة السلة، كرة الطائرة، كرة المضرب، ملاكمة والسباحة، إلا أن ضعف الإمكانات المادية أدى إلى إضعافها وإلغاء بعضها من أجندة النادي وتم التركيز على لعبة كرة القدم الأكثر جماهيرية في الأردن.
واستحدث العديد من الفرق الرياضية منها:
- كرة الطاولة: وكان أبرز نجوم الفريق خالد الخماش، كمال الجقة، عبد المجيد الجزازي وعدنان حجازي
- كرة السلة: الذي كان فضل تأسيسه للسيد محمد عصفور وكان من أبرز نجومها وليد عبد الهادي، وليد عصفور وعبد الله أبو نوار.
- الملاكمة: وكان من أبرز أبطاله أديب دسوقي، بدري ديب وفهد الطنبور.
- كرة الطائرة: ومن أبرز لاعبيه سليم عوض، محمد الصمادي، خليل عصفور وعادل الجقة.